# Adrian Vandenberg
Adrian Vandenberg (L'Aia, 31 gennaio 1954) è un chitarrista olandese.
È conosciuto principalmente per aver fatto parte, nel corso degli anni ottanta, nella band Whitesnake.

## Biografia
Nasce il 31 gennaio 1954 all'Aia, Paesi Bassi. All'età di due anni si trasferisce a Rotterdam, e all'età di dodici a Enschede. A 17 inizia a suonare la chitarra, ispirato dai grandi chitarristi degli anni sessanta e settanta, fra cui Jimi Hendrix, Jeff Beck, Eric Clapton e Leslie West. Prende anche lezioni da un pianista jazz, suonando per breve tempo nel gruppo Mother of Pearl insieme al batterista Jos Zoomer. Durante gli anni settanta studia disegno al college, suonando la chitarra come turnista. Nel 1973 insieme al gruppo Darling, registra il suo primo singolo, The guitarman. Successivamente suona, sia con i Pointer Sisters che con i Magic Box.
Nel 1977 assieme a Jos Veldhuizen voce, Peter van Eyk al basso e Nico de Gooijer alla batteria, fonda i Teaser, band che nel 1978 realizza l'album omonimo. Dopo questo album e lo scioglimento del gruppo, Vandenberg decise nel 1981 di rinnovarlo. Chiamò quindi al suo fianco Bert Heerink alla voce, Jos Zoomer alla batteria e Dick 'Motorhome' Kemper al basso. Al nuovo gruppo aveva dato il suo cognome: I Vandenberg. Dopo aver registrato una demo e firmato per la Atlantic Records, il gruppo Vandenberg realizza tre album: Vandenberg (1982), Heading for a Storm (1983) e Alibi (1985). Famosi sono i singoli: "Burning Heart" e "Friday Night". A seguito del successo, i Vandenberg partecipano a diversi tour, con artisti come Ozzy Osbourne, Michael Schenker e i Kiss. Nel 1985 mancò il giusto supporto della casa discografica, e il terzo album, Alibi, non ebbe il successo sperato. Dopo la sostituzione alla voce di Heerink con Peter Struyk, il gruppo si sciolse, complice anche la continua richiesta di David Coverdale per la partecipazione di Adrian Vandenberg nei suoi album.

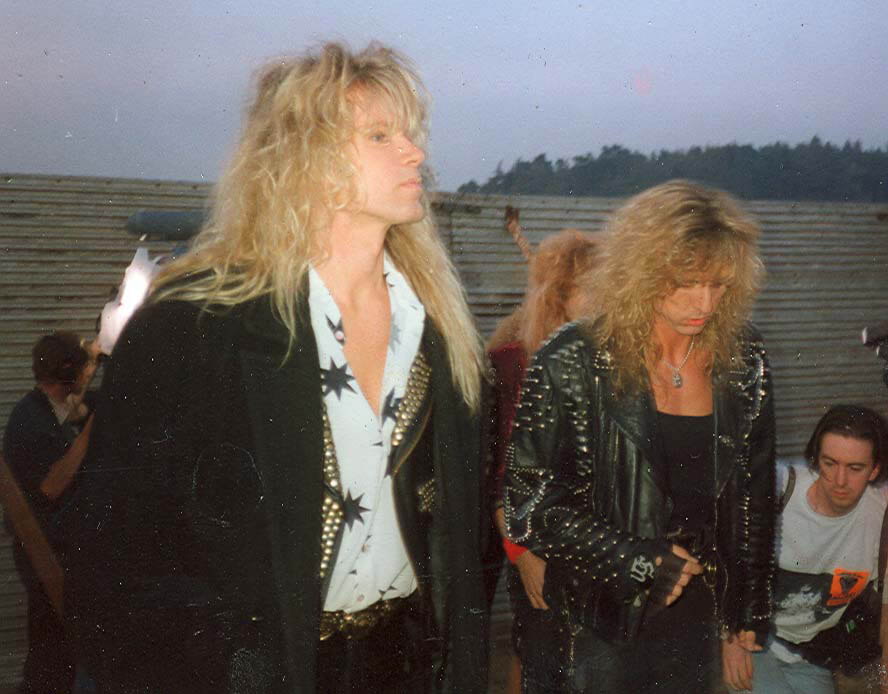
Adrian Vandenberg e David Coverdale al Monsters of Rock di Donington Park nel 1990

Adrian venne così chiamato negli Whitesnake. La sua prima apparizione fu nel brano "Here I Go Again", contenuto nell'album Whitesnake, di cui realizzò l'assolo di chitarra. Dopo aver completato il tour del 1987 - 1988, in coppia col chitarrista Vivian Campbell, Vandenberg collaborò anche alla stesura dei brani del successivo album, pubblicato nel 1989, Slip of the Tongue, ma si infortunò al polso mentre eseguiva esercizi isometrici per prepararsi alle registrazioni, pertanto non fu in condizioni di suonare le parti di chitarra del disco incise da Steve Vai. Una volta guarito, in coppia con lo stesso Steve, inizia a partecipare a diversi tour, compreso il Monsters of Rock del 1990.
A cavallo tra il 1993 e il 1994 prese parte alla breve vita della superband Manic Eden, insieme ad altri membri storici degli Whitesnake, quali Rudy Sarzo e Tommy Aldridge, con cui incise un solo, omonimo album, prima dello scioglimento probabilmente dovuto sia agli impegni delle rispettive carriere dei componenti, che delle scarse vendite dell'album, figlio di sonorità più calde e bluesy, rispetto ai dischi di Coverdale.
Nel 1997 tornò nuovamente negli Whitesnake per registrare l'album, Restless Heart, collaborando nuovamente con Coverdale all'album acustico, Starkers in Tokyo. Nel 1999 lascia il gruppo per passare più tempo assieme alla sua famiglia. Nel 2001 inizia a lavorare come talent scout, dedicandosi, negli anni successivi, all'hobby della pittura, che coltivava sin dai tempo dei Vandenberg
Nel 2003 i Vandenberg si sono riuniti, e nei primi mesi del 2004 hanno realizzato un greatest hits. Nel 2005, sempre assieme ai Vandenberg, ha prodotto un DVD di un live in Tokyo del 1984.
Verso la fine della sua carriera a fianco di Coverdale, Adrian ebbe un incidente d'auto che gli causò notevoli problemi ai nervi di una spalla, procurandogli difficoltà a reggere la chitarra per un tempo prolungato. Questo è un altro degli aspetti che evidenziano come la carriera del talentuoso "Flying Dutchman" sia stata costellata sia di successi che episodi piuttosto sfortunati. A questo si può aggiungere come le sue capacità abbiano dovuto confrontarsi, non solo con i rilevanti disagi fisici, ma anche con questioni stilistico-musicali avverse: si può dire, infatti, che il chitarrista abbia sicuramente risentito del fardello di una pesante eredità, quale quella lasciata da John Sykes, tuttora ritenuto il miglior composer che la band abbia mai accolto nella propria formazione, anche se è opinione comune che i brani composti da Vandenberg per Slip of the Tongue sarebbero risultati molto più efficaci se suonati dall'olandese e non da Vai. Inoltre, l'infortunio al polso con il subentro di Steve Vai per la registrazione dei brani che lo stesso Adrian aveva scritto insieme a David per l'album Slip of the Tongue, hanno sicuramente rappresentato uno smacco per l'olandese, che ha sempre faticato a mettersi in luce in modo appropriato, spesso defilandosi a ruolo di supporto per lo stesso Vai: questo è dovuto anche alla sua natura chitarristica, sin dai tempi dei Vandenberg e dei Manic Eden, più propensa all'esecuzione in solitaria, dove riusciva a dare il meglio. Vi è da dire che nel tour del 1990 molti commentatori osservarono come Vandenberg risultasse molto più emozionante e non meno tecnico del più appariscente Vai.

## Lo stile
Adrian Vandemberg possiede uno stile musicale unico, in grado di renderlo riconoscibile nei contesti rock più disparati, sin dai primordi con i Vandenberg. Il suo è uno stile molto diverso rispetto allo stile degli altri chitarristi degli Whitesnake, più votati ai funambolismi e allo shredding. Adrian, ispirandosi allo stile di Michael Schenker, predilige unire passaggi lenti e veloci in una sorta di "crescendo", mischiando sonorità tipiche del Blues rock e dell'Hard Blues con licks tipici dell'heavy metal europeo anni 70-80. Questo lo rende, di fatto, un chitarrista piuttosto versatile, in grado di passare da contesti più "romantici" ad altri, distintivi proprio dei Whitesnake. Nel suo "romanticismo" compositivo ha di fatto privilegiato la ricerca di uno stile melodico, piuttosto che uno rude o diretto, arioso, piuttosto che aggressivo. La massima espressione di tutto questo è convogliata in ballate quali Burning Heart, How Long, Different World o in brani dove Adrian si concede alla chitarra acustica, ispirandosi ad uno stile neoclassico.

## Strumentazione

### Chitarre
Vandenberg è sempre stato un amante della Les Paul fin dai tempi dei Teaser, e per tutto il periodo dei Vandenberg, ma con il passare del tempo ricevette diverse offerte di endorsement da parte di case produttrici. La prima fu la giapponese Fernandes che gli propose un modello signature , che vide la luce nel 1986 : corpo in tiglio, grafica custom, manico avvitato, ponte Floyd Rose, 3 pickup, selettore a 5 posizioni, volume e tono. Ne furono creati due esemplari, uno quello citato, l'altro, più esclusivo, con corpo in frassino giapponese, costruzione neck-through, 3 pickup attivi e uno switch per selezionarli. Risulta che Adrian gradisse molto queste chitarre, ma fosse seccato dai tempi lunghi per la loro consegna mentre era in tour.
Nel 1982 utilizzò anche una Schecter Custom mancina, da lui stesso modificata, fiammata, con tremolo e un pickup Bill Lawrence al ponte, visibile nel video di Burning Heart. Alcune locandine testimoniano che per un breve periodo ha inoltre suonato una ESP Horizon I Custom, di colore rosso.
Nel 1988 l'americana Peavey, contattò Vandenberg per creare un modello di chitarra signature. Il chitarrista accettò e lo stesso anno iniziò la produzione in serie della Peavey Vandenberg, fatta a mano nella fabbrica Peavey nel Mississippi, che durò fino a metà anni Novanta. Ne esistono serie diverse:
- Prima serie (1988-1989): corpo in pioppo con intagli ai lati in guisa di un violino, paletta reverse[18], manico avvitato in due pezzi in acero, con tastiera a 24 tasti in ebano, un humbucker al ponte e un single coil al manico[19], due volumi e un selettore a tre posizioni, ponte Kahler 2700.[20] Colori disponibili: rosa "rock-it", nero, rosso fuoco.
- Seconda serie (1989): stesse caratteristiche della prima serie, a parte corpo e manico leggermente più spessi, intagli meno marcati e ponte Kahler Spyder in luogo del 2700. Colori disponibili: rosa "rock-it", nero, rosso fuoco, blu 62, rosso laser e raspberry pearl.[21]
- Custom (1989): corpo in mogano con top arcuato in mogano, manico in un unico pezzo di acero, costruzione neck-through speciale[22], tastiera in ebano con segnatasti custom "heartbeat", 2 pickup custom[23], due volumi con sistema push-pull per splittaggio del pickup al ponte. Ne esistono due rarissime versioni con la grafica custom "puzzle", una nera con i contorni dei pezzi del puzzle bianchi, una bianca con i contorni neri[24]
- Quilt top (1990): specifiche uguali alla Custom, a parte il corpo in mogano con top arcuato in acero marezzato, binding color crema intorno al corpo, manico in mogano, 2 pickup humbucker custom, due volumi con un selettore a tre posizioni e un interruttore autonomo per lo splittaggio dei pickup, ponte Kahler Spyder a scelta dorato o cromato, finish trasparente; colori disponibili: naturale, "honey sunburst"[25], rosa, viola.
- Terza serie (1993): simile alla prima serie ma con componenti di qualità inferiore, come il ponte Kahler/Peavey su licenza Floyd Rose. Quest'ultima, inoltre, aveva sulla paletta il logo Peavey in grande, con la firma "Vandenberg" in piccolo sulla punta, l'esatto contrario di tutti i modelli precedenti : segno, questo, dell'indubbia volontà della casa produttrice di interrompere la serie. Va comunque notato che dello strumento furono costruiti alcuni modelli unici per Adrian, in particolare uno con la tastiera in acero[26] e uno con il ponte Kahler Spyder di colore bianco[27]. Dopo la cessazione della produzione della Peavey Vandenberg, Adrian ritornò alla Les Paul, suo strumento di scelta, sia nel tour di addio del 1994, sia successivamente.

Ultimamente, nelle sue sporadiche apparizioni sul palco, è tornato ad utilizzare la vecchia Gibson Les Paul dei primi tempi; tuttavia è endorser del marchio di liuteria olandese Aristides Guitars, produttore di strumenti in materiali alternativi quali l'"Arium". Nelle sessioni acustiche live ha utilizzato una Ovation.

### Amplificazione ed effetti
Adrian usava, e con ogni probabilità usa tuttora, amplificatori Marshall, con ogni probabilità Plexi, con mod Master Volume, ai tempi dei Vandenberg, per poi passare a Peavey modello VTM nel periodo con i Whitesnake, visibile su un manifesto pubblicitario, ove è presente anche Rudy Sarzo. Ai tempi del contratto con la Peavey, Vandenberg pubblicizzò con un altro manifesto anche due pedali della stessa casa, il Peavey Digital Delay DDL3 e il Peavey Hotfoot Distortion, un OD.
In studio utilizzava un Dunlop Wah controller, collegato a un Dunlop rack mount wah, e un lexicon mpx-1 multifx unit che andava dal line out della '59 plexi per "entrare" in un Marshall 9200 Poweramp. I cabinet utilizzati erano delle casse 4x12" Marshall 1960BX.

## Discografia

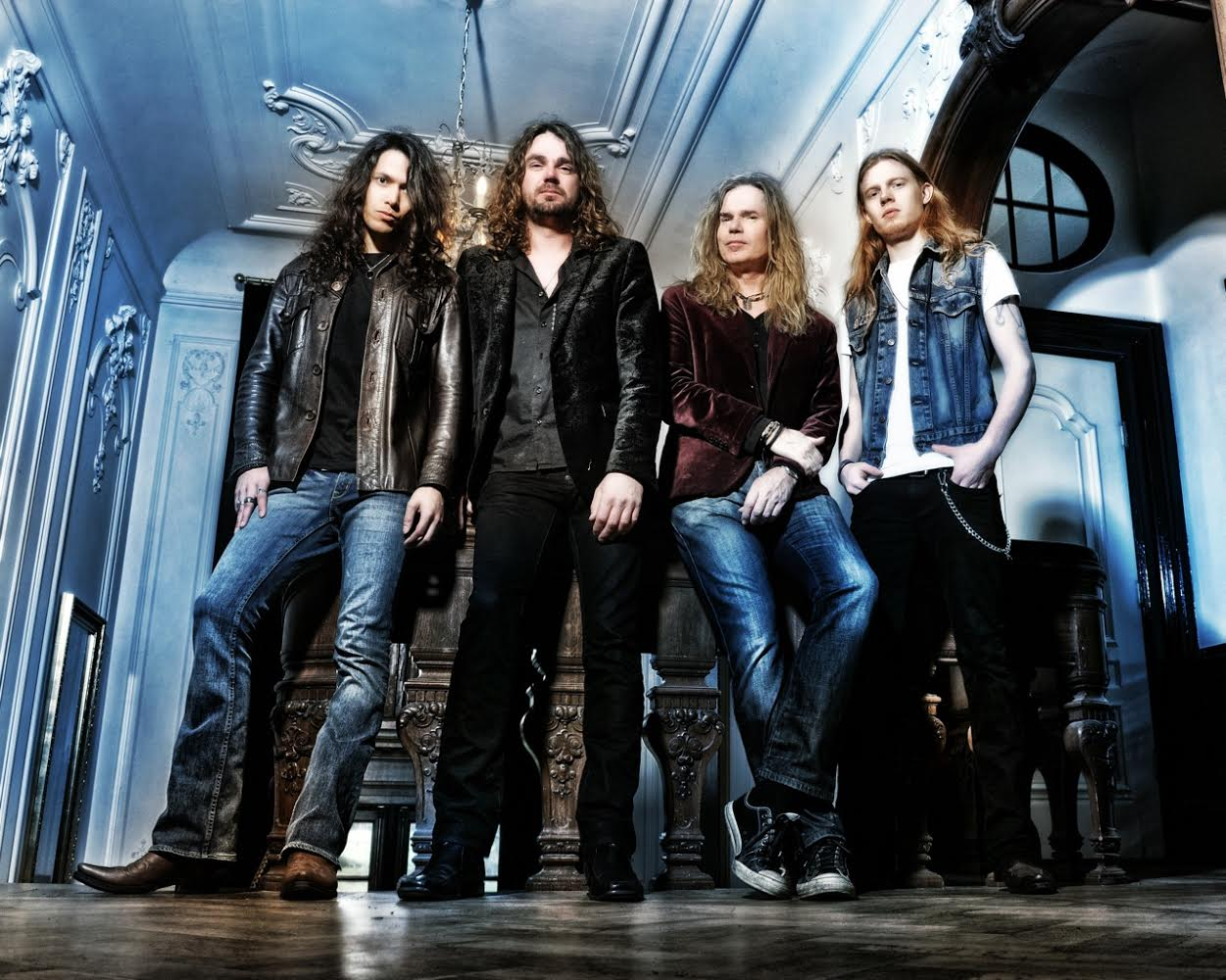
Vandenberg's MoonKings nel 2014

### Vandenberg

#### Album in studio
- 1982 - Vandenberg
- 1983 - Heading for a Storm
- 1985 - Alibi
- 2020 - 2020

#### Raccolte
- 1988 - The Best of Vandenberg
- 2004 - The Definitive Vandenberg

### Whitesnake

#### Album in studio
- 1987 - 1987
- 1989 - Slip of the Tongue
- 1997 - Restless Heart

#### Live
- 1997 - Starkers in Tokyo
- 2011 - Live at Donington 1990

#### Raccolte
- 1994 - Whitesnake's Greatest Hits

### Paul Rodgers
- 1994 - The Chronicle

### Vandenberg's MoonKings
- 2014 - MoonKings

### Altri album
- 1978 - Teaser - Teaser
- 1994 - Manic Eden - Manic Eden

### Apparizioni
- 1990 - Steve Vai - Passion and Warfare
- 1999 - 'Rock Guitarists Forever Best' Japanese compilation CD
- 2001 - K-otic Starmaker project